# Thiamfenicol
Thiamfenicol is een antibioticum dat als methyl-sulfonyl analoog van chlooramfenicol een vergelijkbaar spectrum heeft maar 2 tot 2½ keer zo effectief is. Net als chlooramfenicol is het onoplosbaar in water maar lost uitstekend op in vetten. In veel landen wordt het in de diergeneeskunde veel toegepast als antibioticum. In China en Italië wordt het middel ook gebruikt bij de mens. Het grootste voordeel boven chlooramfenicol is dat het nooit in verband wordt gebracht met aplastische anemie.

## Alternatieve benamingen
- Dextrosulfenidol
- Thiofenicol